# Запружено
Запружено — деревня в Советском районе Кировской области в составе Родыгинского сельского поселения. 

## География
Находится на расстоянии примерно 19 километров по прямой на северо-запад от нового моста через реку Пижма в районном центре городе Советск.

## История
Известна с 1673 года как починок за речкой Кокшагой с населением 51 человек. В 1873 году здесь (деревня за речкой Кокшага или Запружана) учтено было дворов 8 и жителей 70, в 1905 16 и 102, в 1926 22 и 118, в 1950 16 и 50. В 1989 оставалось 19 жителей. 

## Население
Постоянное население составляло 10 человек (русские 100%) в 2002 году, 4 в 2010.